# 大拜雷尼
大拜雷尼，是匈牙利绍莫吉州所辖的一个村。

## 特点
总面积23.14平方公里，总人口1366，人口密度59.0人/平方公里（2011年1月1日）。